# Find a Grave
Findagrave.com ou Find-a-Grave (en français : Trouver une tombe) est une base de données internationale de cimetières et de notices sur des personnes décédées créée le 1er juillet 1996, disponible sur un site web. Les visiteurs peuvent laisser des fleurs virtuelles sur les tombes virtuelles (photographiées) qui figurent sur le site.
L'équivalent français est CimGenWeb de l'association FranceGenWeb.

## Histoire du site
Le site Web Find a Grave est fondé en 1995 par Jim Tipton, qui l'a réalisé en continuation de son loisir consistant à visiter des tombes de célébrités. Aujourd'hui, toutefois, le site contient aussi une multitude de tombes anonymes, chacun pouvant ajouter des photos de tombes ou des informations sur toute personne décédée.
Find a Grave recense environ 200 000 collaborateurs qui contribuent sous la forme de constitutions de listes, d'actualisations, de corrections, de photos ou de fleurs virtuelles. En 2024, le site hébergeait plus de 238 millions de tombes d'après le site officiel.